# Stylurus
Stylurus là một chi chuồn chuồn ngô thuộc họ Gomphidae. Chúng thường được biết đến với tên Hanging Clubtails bởi vì tập tính hướng đuôi của chúng xuống phía dưới khi đậu.
Chi này gồm các loài:
- Stylurus amicus (Needham, 1930)
- Stylurus amnicola (Walsh, 1862) - Riverine Clubtail[3]
- Stylurus annulatus (Djakonov, 1926)
- Stylurus clathratus (Needham, 1930)
- Stylurus endicotti (Needham, 1930)
- Stylurus erectocornus Liu & Chao in Chao, 1990
- Stylurus falcatus Gloyd, 1944
- Stylurus flavicornis (Needham, 1931)
- Stylurus flavipes (Charpentier, 1825)
- Stylurus gaudens (Chao, 1953)
- Stylurus gideon (Needham, 1941)
- Stylurus intricatus (Selys, 1858) - Brimstone Clubtail[4]
- Stylurus ivae Williamson, 1932 - Shining Clubtail[5]
- Stylurus kreyenbergi (Ris, 1928)
- Stylurus laurae Williamson, 1932 - Laura's Clubtail[4]
- Stylurus nagoyanus Asahina, 1951
- Stylurus nanningensis Liu, 1985
- Stylurus nobilis Liu & Chao in Chao, 1990
- Stylurus notatus (Rambur, 1842) - Elusive Clubtail[4]
- Stylurus occultus (Selys, 1878)
- Stylurus oculatus (Asahina, 1949)
- Stylurus olivaceus (Selys, 1873) - Olive Clubtail[4]
- Stylurus placidus Liu & Chao in Chao, 1990
- Stylurus plagiatus (Selys, 1854) - Russet-tipped Clubtail[6]
- Stylurus potulentus (Needham, 1942) - Yellow-sided Clubtail[7]
- Stylurus scudderi (Selys, 1873) - Zebra Clubtail[8]
- Stylurus spiniceps (Walsh, 1862) - Arrow Clubtail[9]
- Stylurus takashii (Asahina, 1966)
- Stylurus tongrensis Liu, 1991
- Stylurus townesi Gloyd, 1936 - Towne's Clubtail[10]

## Hình ảnh

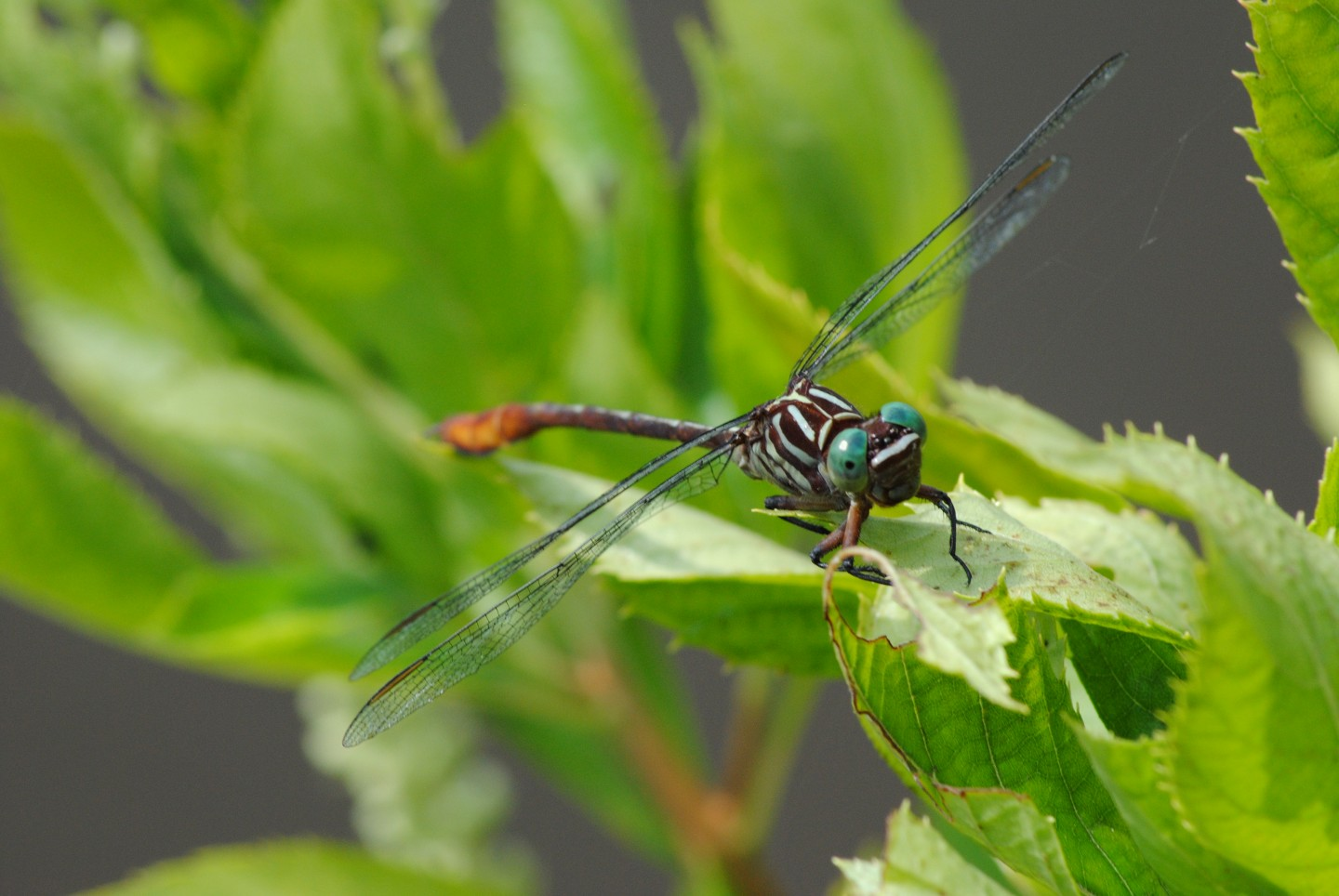